# 清水愛咲美
清水 愛咲美（しみず あさみ、1989年12月23日 - ）は、埼玉県出身の女子元バスケットボール選手である。ポジションはガード。

## 人物
小学校時代にバスケを始め、実践学園高校でインターハイ出場。
2008年、富士通に入社。2014年退団。

## 経歴
- 実践学園高校 - 富士通（2008年〜2014年）